# Horacio Muñoz
Horacio Muñoz (18 de maio de 1896 - 23 de outubro de 1976) foi um futebolista chileno. Ele competiu na Copa do Mundo de 1930, sediada no Uruguai.